# Ceralocyna terminata
Ceralocyna terminata là một loài bọ cánh cứng trong họ Cerambycidae.